# لوئیز بوگان
لوئیز بوگان (انگلیسی: Louise Bogan; ۱۱ اوت ۱۸۹۷ – ۴ فوریهٔ ۱۹۷۰) شاعر و منتقد ادبی اهل ایالات متحده آمریکا بود. وی در سال ۱۹۴۵ به عنوان چهارمین ملک‌الشعرای مشاور کتابخانه کنگره در امر شعر منصوب شد. بوگان به مدت ۴۰ سال مسئول بخش شعر مجله نیویورکر بود و نقش عمده‌ای در شکل‌دادن به جریان اصلی شعر آمریکا در اواسط قرن بیستم میلادی ایفا کرد. وی همچنین برندهٔ جوایزی همچون کمک‌هزینه گوگنهایم شده‌است.